# Office of the Historian
Das Office of the Historian ist das offizielle Geschichtsarchiv der US-Regierung für die Auswärtige Politik der USA und des Department of State (Außenministerium der Vereinigten Staaten). Die dort tätigen Historikerinnen und Historiker (Office’s historians) haben Zugang und Erfahrung im Umgang mit öffentlichen und geheimen Akten. Sie arbeiten eng mit anderen Bundesbehörden, den universitären Geschichtsfakultäten und Forschern weltweit zusammen. 
Das Amt hat als Direktor den „Historian of the U.S. Department of State“ (frei übersetzt: der Historiker des US-Außenministeriums).

## Liste der Amtsleiter
- Gaillard Hunt in der Zeit von 1919 bis 1924
- Harry Dwight 1924
- Tyler Dennett 1924–1931
- David Hunter Miller 1931–1933
- Cyril Wynne 1933–1939
- E. Wilder Spaulding 1939–1946
- George Bernard Noble 1946–1962
- William Franklin 1962–1974
- Fredrick Aandahl (acting) 1975–1976
- David Trask 1976–1981
- William Slany 1981–2000
- Marc J. Susser 2001–2009
- John Campbell (acting) Juli 2009 – September 2009
- Edward P. Brynn (acting) 2009–2012
- Stephen Randolph 2012–2017
- Adam Howard und Renée Goings (co-directors pro tempore) 2018–2019
- Adam Howard aktuell: Amtsantritt 2019